# Клуб взаимного страхования
Клуб взаи́много страхова́ния (англ. P&I Club) — особая форма организации морского страхования на взаимной основе между судовладельцами. Разновидность взаимного страхования.
Клубы взаимного страхования возникли в Англии после 1720 года. Получили дальнейшее развитие с середины XIX века. В соответствии с действовавшими правилами 25 % убытка, причинённого столкновением судов, не возмещалось страховыми компаниями и подлежали возмещению самим судовладельцем (как разновидность франшизы). В клубах взаимного страхования этот риск его члены стали распределять между собой.
Первоначально клубы взаимного страхования были клубами защиты, в рамках которых ответственность судовладельцев за вред, причинённый судовому экипажу, пассажирам, береговым сооружениям и другим объектам и лицам, связанным с эксплуатацией судов, возмещалась из фондов, формируемых членами клуба. Позднее возникли клубы ответственности, в рамках которых возмещался на взаимной основе ущерб судовладельцам, связанный с ответственностью за сохранность перевозимых грузов. По мере развития страхования произошло объединение клубов защиты и клубов ответственности в клубы взаимного страхования.
В настоящее время в мире существует около 70 клубов взаимного страхования в США, Великобритании, Швеции, Норвегии. Крупнейшим из них является Бермудская ассоциация взаимного страхования судовладельцев Соединённого Королевства Великобритании и Северной Ирландии (англ. UK P&I Club) В состав этой организации на добровольной основе принимаются все желающие судовладельцы независимо от национальной принадлежности. В настоящее время членами этого клуба являются судовладельцы из более чем 50 стран, а общий тоннаж судов, которыми они владеют или взяли в тайм-чартер, превышает 150 000 000 тонн.
Финансовую основу клубов взаимного страхования составляют взносы членов-судовладельцев, из которых формируются денежные фонды, предназначенные для оплаты претензий, предъявляемых судовладельцам. Размер страхового взноса зависит от типа судна, его тоннажа, района плавания, объёма страховой ответственности с учётом национального законодательства.